# Município de Jefferson (condado de Madison, Ohio)
O município de Jefferson (em inglês: Jefferson Township) é um município localizado no condado de Madison no estado estadounidense de Ohio. No ano de 2010 tinha uma população de 7.140 habitantes e uma densidade populacional de 65 pessoas por km².

## Geografia
O município de Jefferson encontra-se localizado nas coordenadas 39° 57′ 21″ N, 83° 18′ 58″ O. Segundo o Departamento do Censo dos Estados Unidos, o município tem uma superfície total de 109.85 km², da qual 109.75 km² correspondem a terra firme e (0.09%) 0.1 km² é água.

## Demografia
Segundo o censo de 2010, tinha 7.140 habitantes residindo no município de Jefferson. A densidade populacional era de 65 hab./km². Dos 7.140 habitantes, o município de Jefferson estava composto pelo 97.73% brancos, o 0.39% eram afroamericanos, o 0.14% eram amerindios, o 0.32% eram asiáticos, o 0.06% eram insulares do Pacífico, o 0.15% eram de outras raças e o 1.2% pertenciam a dois ou mais raças. Do total da população o 0.94% eram hispanos ou latinos de qualquer raça.